# Wedelie trojlaločná
Wedelie trojlaločná (Sphagneticola trilobata) je rostlina z čeledi hvězdnicovité. Pochází z Mexika, Střední Ameriky a Karibiku, ale nyní roste v celém neotropickém pásmu. Pěstuje se jako okrasná půdokryvná rostlina. Je vedena v seznamu 100 nejhorších invazních druhů světa.

## Popis
Jde o rozložitou, půdokryvnou vytrvalou bylinu do 30 cm výšky. Listy jsou dužnaté, 4–9 cm dlouhé a 2–5 cm široké, pilovité nebo nepravidelně zubaté, nahoře tmavě a dole světleji zelené. 

### Květenství
Stopky jsou 3–10 cm dlouhé. Květy jsou jasně žluté, paprsčité. Semena jsou nažky, 4–5 mm dlouhé. Rostliny se množí většinou vegetativně, protože semena obvykle nejsou plodná. V tropech kvete i po celý rok, jinde od jara do podzimu.

## Habitat
Toleruje různá prostředí, ale nejlépe se jí daří ve slunných oblastech s dobře odvodněnou, vlhkou půdou v nízkých nadmořských výškách.

## Invazní druh
Wedelie trojlaločná je vedena v seznamu 100 nejhorších invazních druhů světa. Lidé ji šíří jako okrasnou nebo půdokryvnou rostlinu v zahradách, odkud může unikat do okolí. Rychle vytváří hustou pokrývku, a vytlačuje tak jiné rostlinné druhy. 
Šíři se také podél potoků nebo kanálů a je škodlivým plevelem v zemědělské půdě.
Jako invazní druh je rozšířena na tichomořských ostrovech, Hongkongu, Jižní Africe, Austrálii, Indonésii a na Srí Lance.

## Galerie

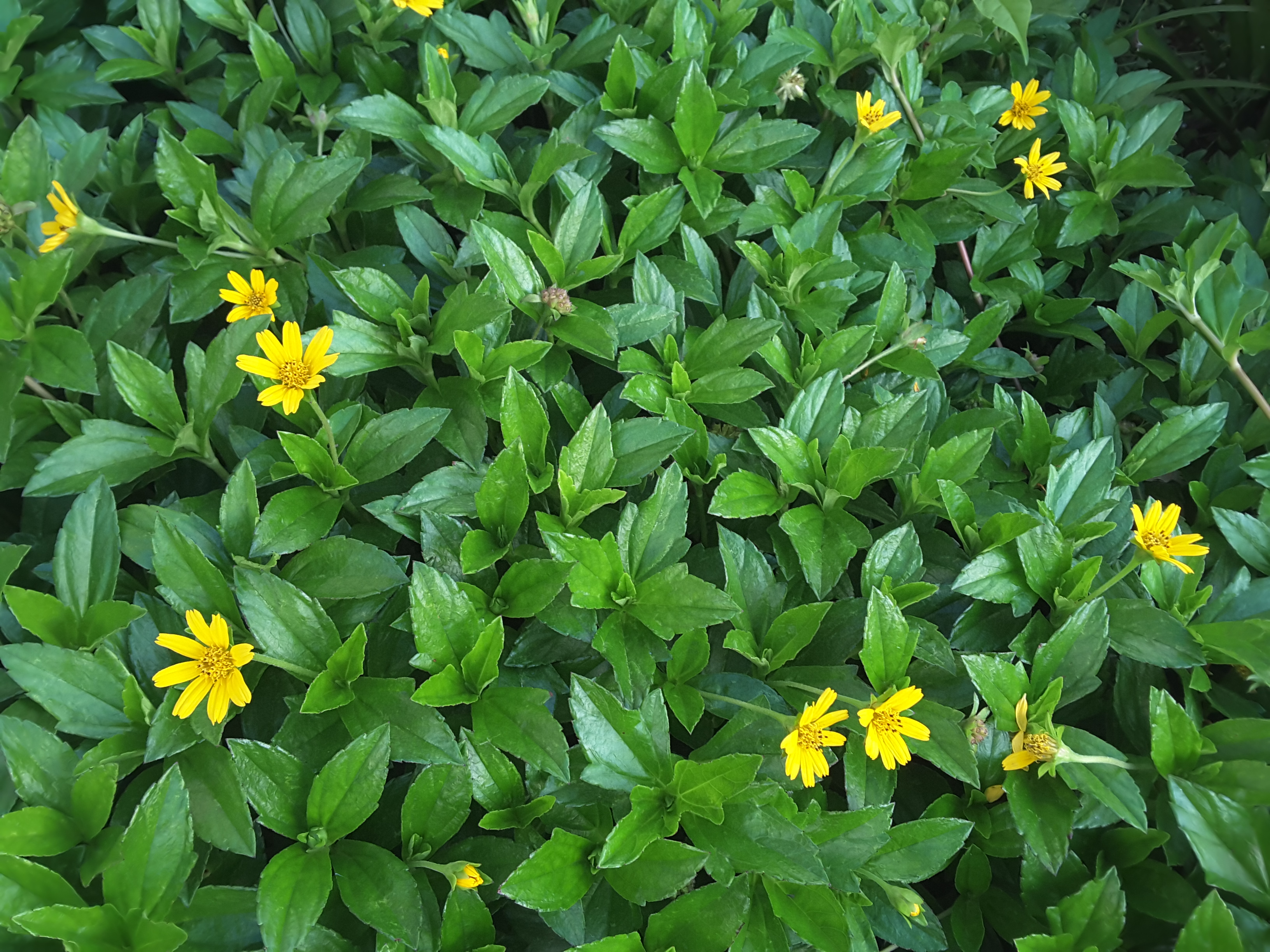
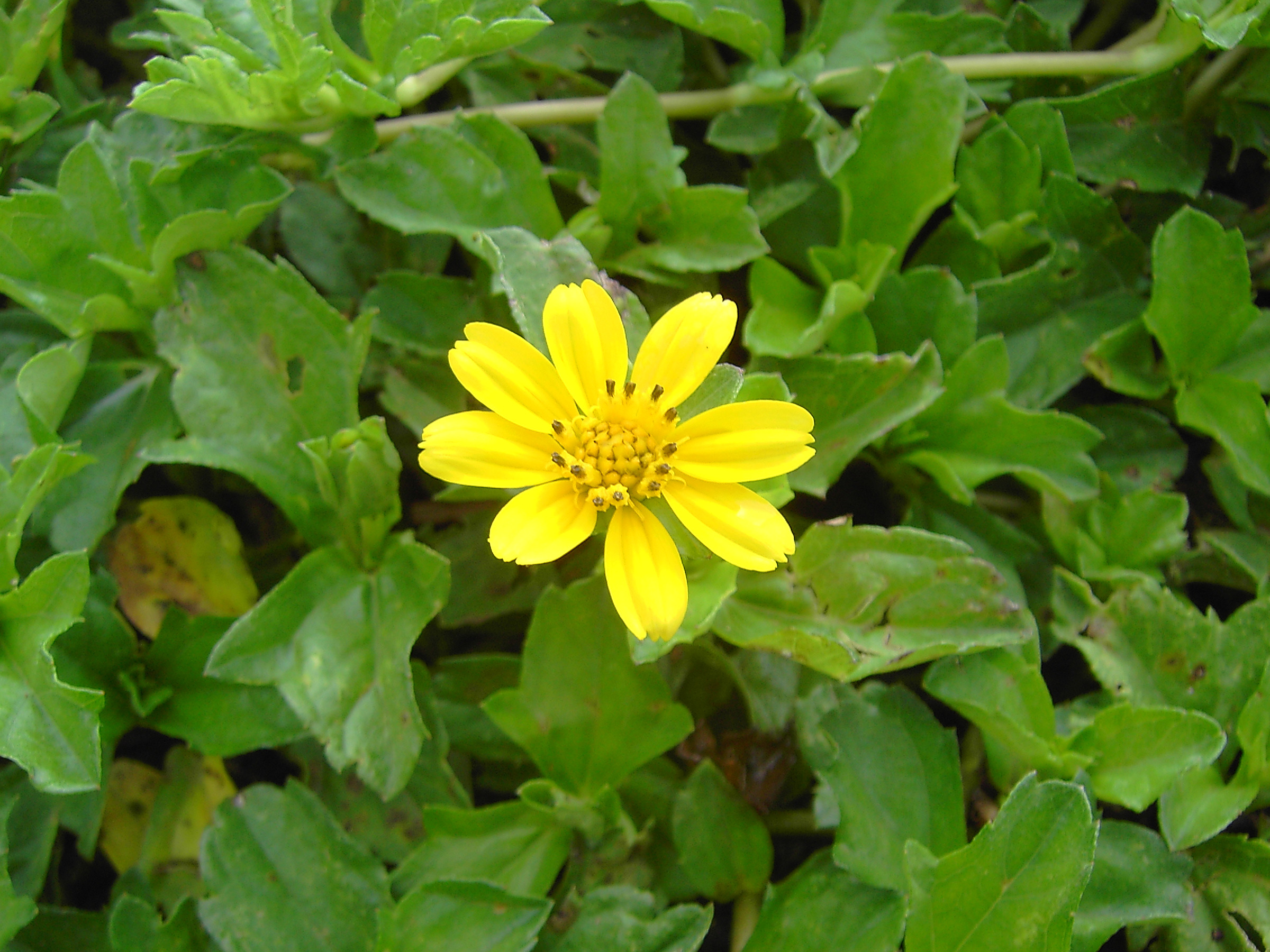
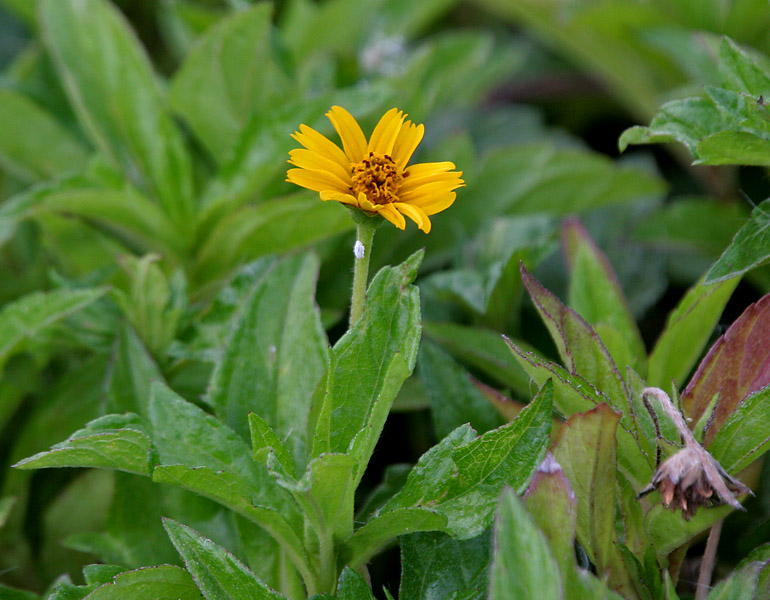
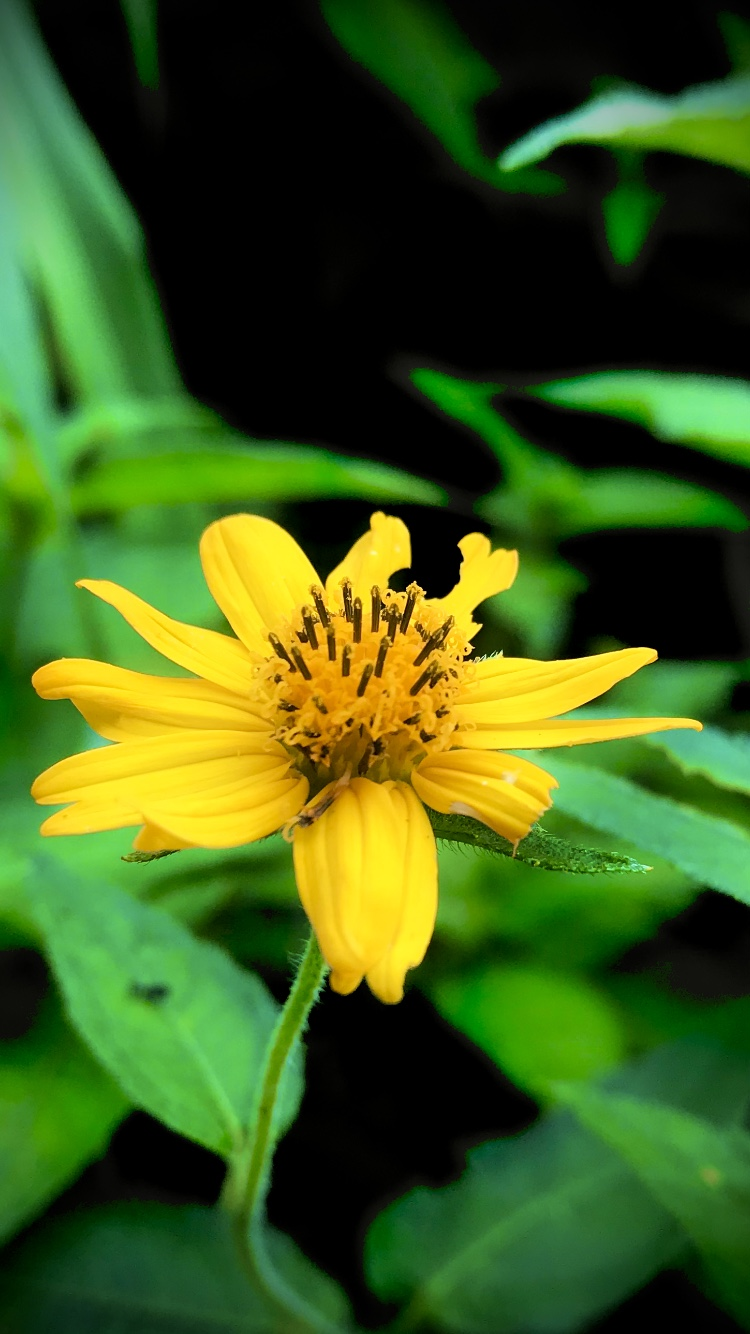
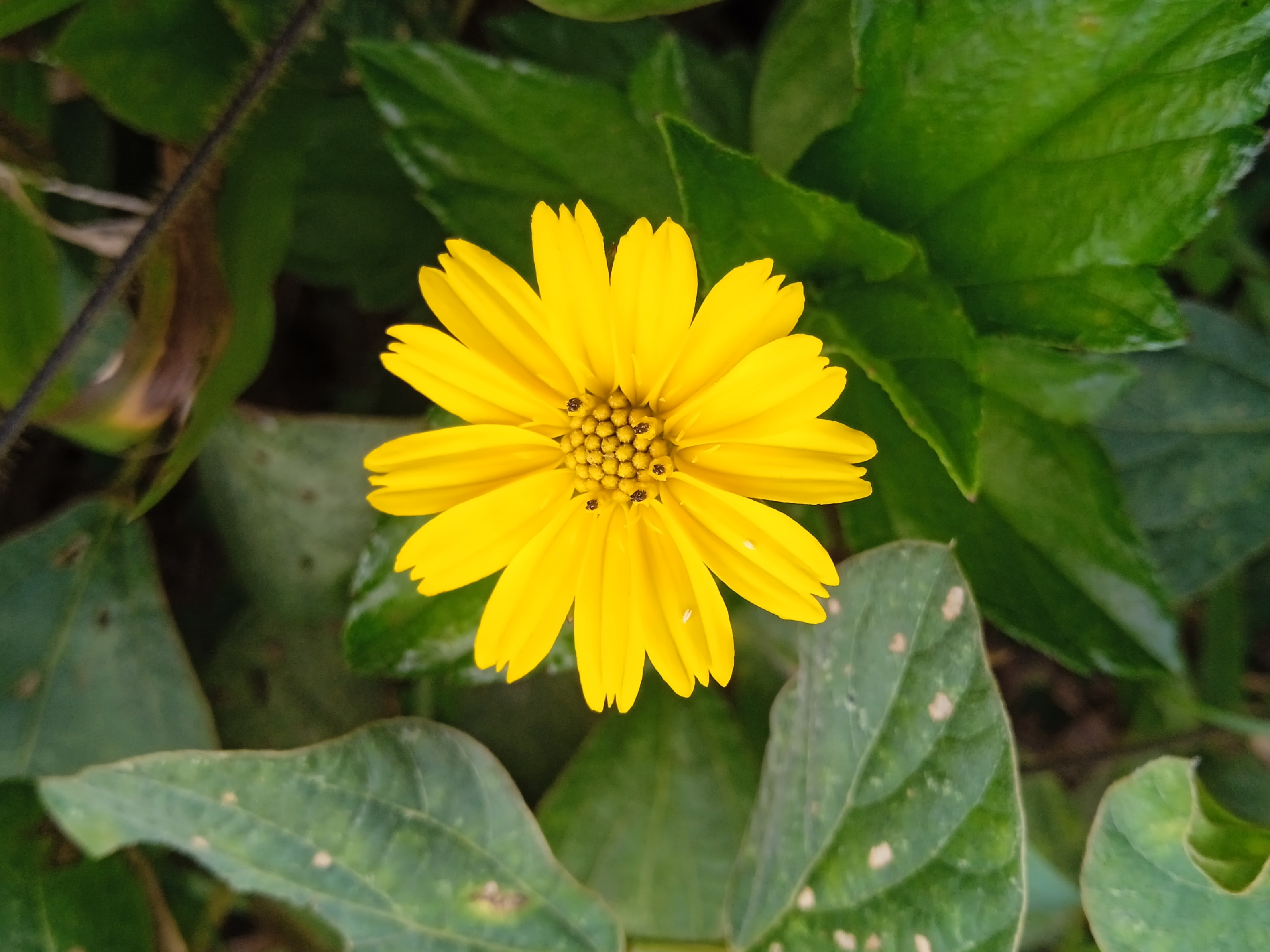